# Kommissærernes plan fra 1811
Kommissærnes plan fra 1811 var et forslag fra staten New Yorks lovgivende forsamling der blev vedtaget i 1811 og som havde til formål at regulere udvikling og salg af Manhattan fra 14. gade til Washington Heights. Planen er kendt fordi den fastsætter at området skal består af et gitter af gader der går vinkelret på hinanden og betragtes af mange historikere som en visionær plan. Den er blevet kritiseret for at gøre byen monotom i modsætning til de uregelmæssige mønstre som gaderne i gamle byer har.